# Hadromys yunnanensis
Hadromys yunnanensis és una espècie de mamífer rosegador de la família dels múrids. És endèmic de la província xinesa de Yunnan, on viu a altituds d'entre 970 i 1.300 msnm. No se sap gaire cosa sobre el seu hàbitat i la seva ecologia. Es desconeix si hi ha cap amenaça significativa per a la supervivència d'aquesta espècie. El seu nom específic, yunnanensis, significa 'de Yunnan' en llatí.